# Tom Degenaars
Tom Degenaars (Medan (Sumatra), 30 oktober 1921 – 14 juni 2005) was een Nederlandse ingenieur en geestelijke van de Vrij-katholieke Kerk, een gnostisch-theosofisch kerkgenootschap.

## Levensloop
Degenaar ging naar een protestantse lagere school in Medan en daarna naar de hbs. Hij was geïnteresseerd in techniek en kon goed leren. In 1940 ging hij daarom naar de technische hogeschool in Bandung maar moest zijn studie vanwege het uitbreken van de Tweede Wereldoorlog staken. Tijdens de oorlog werd hij tewerkgesteld op de Koraaleilanden en was hij in krijgsgevangenschap op de Molukken. Toen hij in 1945 weer bij zijn familie kon terugkeren, hoorde hij dat zijn vader anderhalf jaar eerder in krijgsgevangenschap was heengegaan.
In 1946 kwam het gezin Degenaars terug naar Nederland en rondde hij de technische studie weg- en waterbouwkunde in drie jaar tijd aan de Technische Hogeschool Delft af. Hij werkte voorts voor de Noorse spoorwegen en als managementadviseur van de Verenigde Naties in Zaïre en andere Afrikaanse landen.

### Religieus leven
Gedurende zijn gevangenschap tijdens de oorlog was hij in aanraking gekomen met de theosofie en de daarmee verwante Vrij-katholieke Kerk (VVK). Na de oorlog raakte hij bij dit kerkgenootschap betrokken en werd in 1955 tot priester hiervan gewijd. Van 1967 tot 1971 was hij vicaris-generaal voor Noorwegen en van 1978 tot 1979 voor Indonesië. 
In 1981 werd hij lid van het Liberal Catholic Institute for Study, tien jaar later gevolgd door het internationaal directeurschap van dit instituut. In 1982 werd hij door bisschop Borge Søgaard in Denemarken tot bisschop gewijd en was vervolgens een aantal jaren als zodanig werkzaam in Noorwegen, Denemarken en IJsland. Degenaars beijverde zich voor een gelijke positie van de vrouw in de christelijke kerken en met name in zijn eigen kerk. 
Behalve voor het VVK was hij ook actief lid van de Theosofische Vereniging, ridder bij de Tafelronde en lid van de vrijmetselaarsloge in Kopenhagen.
Nadat zijn echtgenote was gestorven verruilde hij in 1992 Noorwegen voor Zweden. In 1997 keerde hij naar Nederland terug en vestigde zich in Oosterbeek. Daar stond hem Elisabeth Jansen terzijde.
In augustus 2001 brak hij bij een val zijn been. Zijn gezondheidstoestand bleek niet in orde te zijn en verslechterde. Op 9 juni 2003 werd hij tot voorzittend bisschop van de Vrij-katholieke Kerk benoemd. Vanwege zijn verminderde gezondheid en zijn zware werkzaamheden voor de VKK waren zijn laatste jaren zeer zwaar. Tom Degenaars overleed op 83-jarige leeftijd.